# Stertinius balius
Stertinius balius là một loài nhện trong họ Salticidae.
Loài này thuộc chi Stertinius. Stertinius balius được Tord Tamerlan Teodor Thorell miêu tả năm 1890.